# Arad-Hegyaljai Motorosított Vasút
Az Arad-Hegyaljai Motorosított Vasút helyiérdekű vasút volt a Bánságban. A hálózat három 1000 milliméteres nyomtávolságú vonalból állt az Arad-hegyaljai borvidéken, amelyek a gyoroki központból nyugatra Arad felé (22,150 km), északra Pankota felé (22,350 km), illetve délkeletre Máriaradna felé (13,086 kilométer) haladtak. Ez volt az első és 1965-ig az egyetlen villamosított vasútvonal a mai Románia területén, egyben az egyedüli villamosított keskeny nyomtávú vasútvonal az országban. A környékbeliek a hegyaljai vonatot Zöld nyíl (románul Săgeata Verde) néven emlegetik.
Jelenleg csak az Arad–Gyorok vonal üzemel. Településközi villamosként az az aradi villamoshálózat része, amelyet a helyi közlekedési vállalat (Compania de Transport Public Arad, rövidítve C. T. P. Arad) üzemeltet. Ezen haladnak a 9-es, 10-es, 11-es, 12-es és 14-es villamosok.

## Története
Az Arad Hegyaljai Motorosított Vasút Részvénytársaság (AHMV Rt) alakuló ülését 1896. augusztus 18-án tartották. Lőcs Rezső, Sármezey Ákos és Péterffy Antal gyűjtötték össze a részvénytőkét, amelyben az Arad-hegyaljai borvidék szőlősgazdái is támogatták őket. 1905. szeptember 25-én a magyar kereskedelmi minisztérium kiadta a koncessziót a vasút építésére. A részvénytársaság 1905. október 4-én alakult meg; fő részvényesei Péterffi Antal és Sterner Simon voltak. A részvénytársaság igazgatójává Lőcs Rezsőt választották. Az építkezés 1905. december 11-én el is kezdődött; az építési munkákat a berlini Henning & Hartwick cég nyerte el.
A helyi vasútvonalat 1906. november 11-én nyitották meg. Aradon önálló vasútállomása volt a Dengl téren (ma Piața Podgoria), mintegy 700 méterre délre a Magyar Államvasutak állomásától. Ugyan hosszan párhuzamosan haladt az Arad–Gyulafehérvár vasútvonallal, de ezzel ellentétben közvetlenül a településeken haladt át, és így jobb összeköttetést biztosított. Ugyanez vonatkozott a brádi vonalon elhelyezkedő Világos, Muszka, Pankota településere is. A helyi vasútvonal fontos szerepet játszott a Máriaradnai kolostor felé utazó zarándokok kiszolgálásában.
1907-ben a részvénytársaság igazgatója Zerkovitz Rudolf lett, aki a vasútvonal villamosítása mellett érvelt. 1910-ben döntöttek a villamosításról, a munkálatokat 1911 tavaszán kezdték el, és 1913. április 10-én fejezték be.
A villamosítással egyidejűleg az eredeti, már meglehetősen rossz állapotban lévő favázas kocsiszínek helyett új, vasbeton épületeket emelt a társaság Aradon, Gyorokon, Máriaradnán és Pankotán. Az aradi telepen ugyanekkor főműhely is épült, szintén vasbetonból.
Miután a Bánság a trianoni békeszerződés következtében Romániához került, a társaság neve Calea Ferată Arad–Podgoria, rövidítve C. F. A. P. lett. A második világháborút követően 1948-ban a vasutat államosították, és a román nemzeti vasúttársaság (Căile Ferate Române) részeként a Temesvári Területi Vasútigazgatósághoz tartozott. A járműveket a társaság gyakorlatának megfelelően a korábbi szürkéről zöldre festették át; innen kapta a vonal a Zöld nyíl becenevet. Ettől függetlenül a helyi vasút díjszabása továbbra is önálló maradt, és nemzeti vasúttársasággal kölcsönösen nem fogadták el egymás menetjegyeit. 1959-ben megszűnt a teherforgalom.
Az ARCHIM vegyiüzem létesítése Öthalmon az 1970-es években az utasszám emelkedéséhez vezetett, amit az elavult infrastruktúrájú helyi vasút már nem volt képes kiszolgálni. Ennek következtében a vasútvonalat egészen az ipari létesítményig villamosvonallá alakították át, kétvágányú közlekedéssel. Egy északi irányba haladó mintegy 1,2 km hosszúságú mellékvonal 1978 óta közvetlenül az üzem bejáratához vezet. Az utasoknak néhány évig át kellett szállniuk a vegyi üzemnél az állami vasút vonatai és a villamos között.
1982-től az addig még meglévő gyoroki részen is villamosok közlekedtek, de ez a vonal egyvágányú maradt. 1983. január 1-jével a pálya mindhárom részének üzemeltetése átkerült az Arad megyei közlekedési vállalathoz (Intreprinderea Judeteanã de Transport Local Arad, I. J. T. L. Arad), ebből alakult ki az 1989-es romániai rendszerváltás után a C. T. P. Arad.
A Pankotára és Radnára vezető vidéki vonalakat 1991. október 1-jétől gazdasági megfontolásokból autóbuszokkal helyettesítették. A Gyorok közepén található deltavágány jelenleg is használatban van: az Aradról jövő vonatok fordulnak meg itt. A település bejáratánál  még áll a vasút egykori négyállásos kocsiszínje, ahol az aradi muzeális villamosjárműveket állították ki. A 12 állásos aradi kocsiszínt a C.T.P. Arad használja villamosok tárolására, a két állással rendelkező radnai kocsiszín ma buszgarázsként szolgál, a hasonló pankotai létesítmény pedig használaton kívül áll.

## Járművek

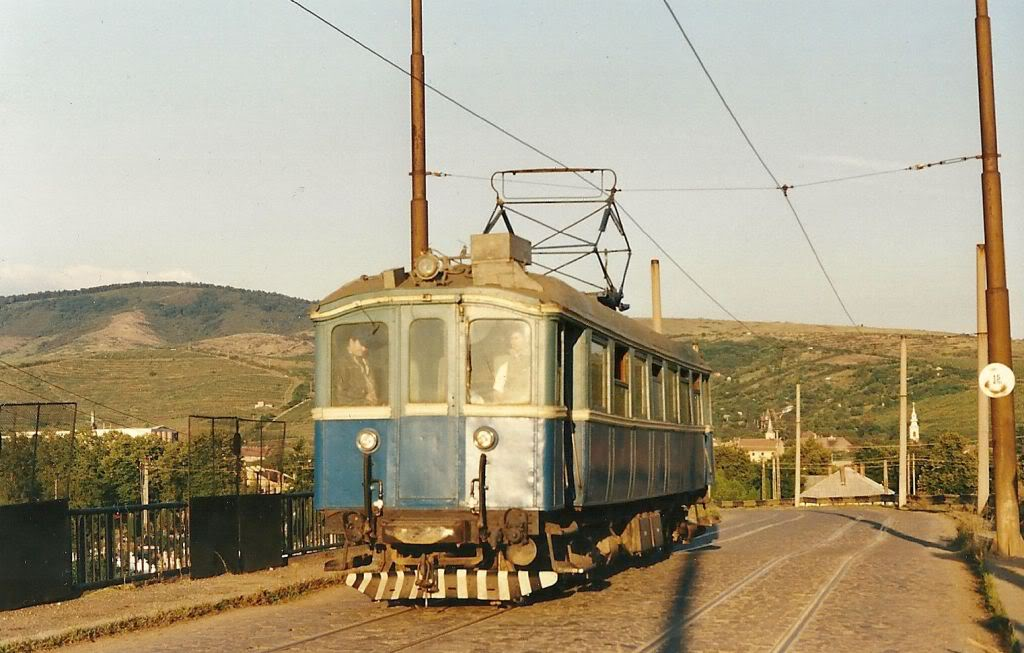
A vasút-villamosítás idejéből fennmaradt motorkocsi 1995-ben Gyorokon

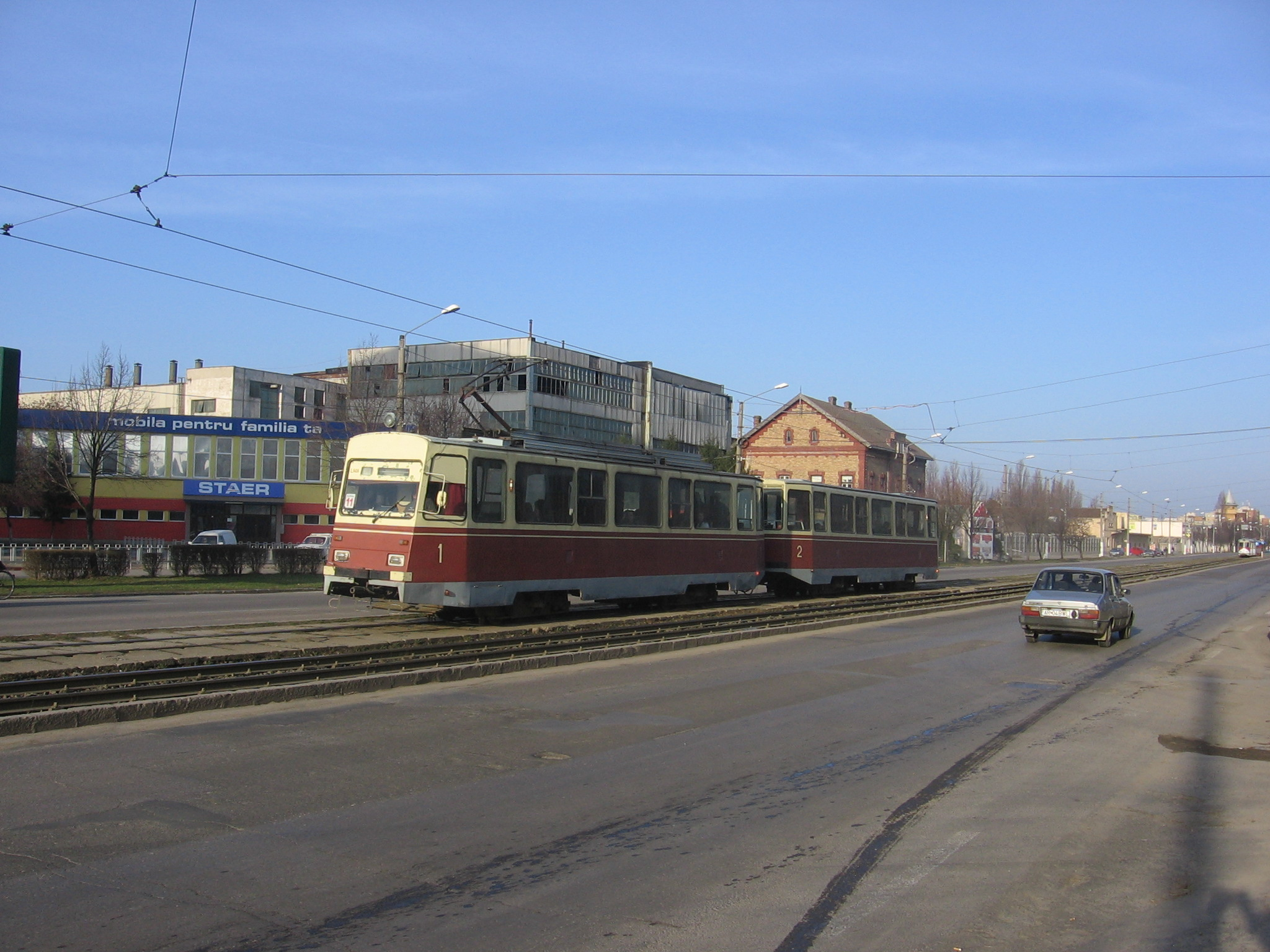
A két Timiș 2 egyike

Kezdetben az vonalat tizenegy kéttengelyes, benzin-elektromos motorkocsi szolgálta ki, amelyeket a helyi Weitzer János Rt. gyártott. Ezekre négytengelyes nyitott mellékkocsikat csatoltak, amelyek szintén Weitzer-gyártmányok voltak. A tehervonatokhoz 1907-től kezdve két gőzmozdony is rendelkezésre állt.
A villamosításhoz az AHMV a budapesti Ganz és Társa Danubius Művektől vásárolt tizenöt négytengelyes, másodosztályú motorkocsit, amelyek az 1–15-ös (utóbb a C. F. R. 79.0001–79.0015) számokat viselték, és amelyeknek maximális sebessége 45 km/h volt. A meglévő mellékkocsikat ezekhez csatolták. A benzinüzemű motorkocsikat 1913-ban meghajtás nélküli személykocsikká alakították át. Ezek a motorkocsik egészen a villamosra történő átállásig, illetve a forgalom teljes leállításáig üzemeltek. Néhány muzeális darab fennmaradt.
A villamosokra való átállás után Timiş 2 és Tatra T4R járművek közlekedtek. Két Timiş 2-t az 1990-es években kifejezetten a gyoroki üzemeléshez alakítottak át. A belső berendezésük kényelmesebb lett, kárpitozott ülésekkel és csomagtartó hálókkal. Az ülőhelyek aránya is nőtt, mivel 2+1-es üléseket építettek be és a középső felszállást megszüntették. Jelenleg Németországból vásárolt használt villamosok közlekednek.

## Fordítás
- Ez a szócikk részben vagy egészben  a   Lokalbahn Arad–Podgoria című német Wikipédia-szócikk ezen változatának fordításán alapul.  Az eredeti cikk szerkesztőit annak laptörténete sorolja fel. Ez a jelzés csupán a megfogalmazás eredetét és a szerzői jogokat jelzi, nem szolgál a cikkben szereplő információk forrásmegjelöléseként.
- Ez a szócikk részben vagy egészben  a   Calea ferată îngustă Arad–Podgoria című román Wikipédia-szócikk ezen változatának fordításán alapul.  Az eredeti cikk szerkesztőit annak laptörténete sorolja fel. Ez a jelzés csupán a megfogalmazás eredetét és a szerzői jogokat jelzi, nem szolgál a cikkben szereplő információk forrásmegjelöléseként.